# 福島県の市町村旗一覧
福島県の市町村旗一覧（ふくしまけんのしちょうそんきいちらん）は、福島県内の市町村に制定されている、あるいは制定されていた市町村旗の一覧である。なお、一覧の順序は全国地方公共団体コード順による。廃止された市町村旗は廃止日から順に掲載している。

## 市部
| 市         | 市旗 | 制定有無 | 制定日        | 旗の色                                           | 備考                       |
| ---------- | ---- | -------- | ------------- | ------------------------------------------------ | -------------------------- |
| 福島市     |      | なし     | なし          | 地色は橙色であり、紋章は白色が指定されている     |                            |
| 会津若松市 |      | あり     | 1927年4月26日 | 地色は白色であり、紋章は黒色が指定されている     |                            |
| 郡山市     |      | なし     | なし          | 地色は白色であり、紋章は赤色が指定されている     |                            |
| いわき市   |      | あり     | 1967年10月1日 | 地色は古代紫色であり、紋章は白色が指定されている |                            |
| 白河市     |      | なし     | なし          | 地色は白色であり、紋章は指定色が指定されている   | 2代目の市旗である          |
| 須賀川市   |      | あり     | 1954年6月1日  | 地色は白色で紋章は水色が指定されている           | 1989年12月22日に告示される |
| 喜多方市   |      | あり     | 2006年7月12日 | 地色は白色で紋章は指定色が指定されている         | 2代目の市旗である          |
| 相馬市     |      | なし     | なし          | 地色は白色で紋章は赤色が指定されている           |                            |
| 二本松市   |      | あり     | 2005年12月1日 | 地色は白色で紋章は指定色が指定されている         | 2代目の市旗である          |
| 田村市     |      | あり     | 2005年8月25日 | 地色は白色で紋章は緑色が指定されている           |                            |
| 南相馬市   |      | なし     | なし          | 地色は白色であり、紋章は指定色が指定されている   |                            |
| 伊達市     |      | あり     | 2006年1月1日  | 地色は白色であり、紋章は指定色が指定されている   |                            |
| 本宮市     |      | あり     | 2007年1月1日  | 地色は白色であり、紋章は指定色が指定されている   |                            |

## 町村部
| 郡       | 町村       | 町村旗 | 制定有無 | 制定日         | 旗の色                                                         | 備考                                        |
| -------- | ---------- | ------ | -------- | -------------- | -------------------------------------------------------------- | ------------------------------------------- |
| 伊達郡   | 桑折町     |        | なし     | なし           | 地色は海老茶色であり、紋章は白色が指定されている               |                                             |
| 伊達郡   | 国見町     |        | なし     | なし           | 地色は青色であり、紋章は白色が指定されている                   |                                             |
| 伊達郡   | 川俣町     |        | なし     | なし           | 地色は白色であり、紋章は青色が指定されている                   |                                             |
| 安達郡   | 大玉村     |        | なし     | なし           | 地色は白色であり、紋章は紺色が指定されている                   |                                             |
| 岩瀬郡   | 鏡石町     |        | なし     | なし           | 地色は白色であり、紋章は緑色が指定されている                   |                                             |
| 岩瀬郡   | 天栄村     |        | あり     | 1972年9月1日   | 地色は白色であり、紋章は赤色が指定されている                   | 紋章は左側に寄っている                      |
| 南会津郡 | 下郷町     |        | あり     | 1980年4月29日  | 地色は藤色であり、紋章は白色が指定されている                   |                                             |
| 南会津郡 | 檜枝岐村   |        | なし     | なし           | 地色は白色であり、紋章は赤色が指定されている                   |                                             |
| 南会津郡 | 只見町     |        | なし     | なし           | 地色は緑色であり、紋章は白色が指定されている                   |                                             |
| 南会津郡 | 南会津町   |        | なし     | なし           | 地色は白色であり、紋章は指定色が指定されている                 |                                             |
| 耶麻郡   | 北塩原村   |        | なし     | なし           | 地色は白色であり、紋章は緑色が指定されている                   |                                             |
| 耶麻郡   | 西会津町   |        | あり     | 1973年11月1日  | 地色は緑色であり、紋章は白色が指定されている                   | 紋章は左上側に寄っている 旗竿は左側に付ける |
| 耶麻郡   | 磐梯町     |        | なし     | なし           | 地色は臙脂色であり、紋章は白色が指定されている                 |                                             |
| 耶麻郡   | 猪苗代町   |        | あり     | 1975年3月10日  | 地色は空色であり、紋章は白色が指定されている                   | 紋章は左側に寄っている 旗竿は左側に付ける   |
| 河沼郡   | 会津坂下町 |        | あり     | 1965年10月21日 | 地色は緑色であり、紋章は白色が指定されている                   |                                             |
| 河沼郡   | 湯川村     |        | あり     | 1976年10月20日 | 地色は黄橙色であり、紋章は深青色が指定されている               |                                             |
| 河沼郡   | 柳津町     |        | なし     | なし           | 地色は紫色であり、紋章は白色が指定されている                   |                                             |
| 大沼郡   | 三島町     |        | なし     | なし           | 地色は臙脂色であり、紋章は白色が指定されている                 |                                             |
| 大沼郡   | 金山町     |        | なし     | なし           | 地色は緑色であり、紋章は白色が指定されている                   |                                             |
| 大沼郡   | 昭和村     |        | なし     | なし           | -                                                              |                                             |
| 大沼郡   | 会津美里町 |        | なし     | なし           | 地色は白色であり、紋章は指定色が指定されている                 |                                             |
| 西白河郡 | 西郷村     |        | なし     | なし           | 地色は白色であり、紋章は赤色が指定されている                   |                                             |
| 西白河郡 | 泉崎村     |        | あり     | 1968年10月1日  | 地色は赤色であり、紋章は白色が指定されている                   |                                             |
| 西白河郡 | 中島村     |        | なし     | なし           | 地色は藍色であり、紋章は白色が指定されている                   |                                             |
| 西白河郡 | 矢吹町     |        | なし     | なし           | 地色は白色であり、紋章は緑色が指定されている                   |                                             |
| 東白川郡 | 棚倉町     |        | あり     | 1973年11月3日  | 地色は黄紫色であり、紋章は白色が指定されている                 | 2代目の町旗である                           |
| 東白川郡 | 矢祭町     |        | なし     | なし           | 地色は緑色であり、紋章は白色が指定されている                   |                                             |
| 東白川郡 | 塙町       |        | あり     | 1974年9月25日  | 地色は青色であり、紋章は白色が指定されている                   |                                             |
| 東白川郡 | 鮫川村     |        | なし     | なし           | 地色は青色であり、紋章は白色が指定されている                   |                                             |
| 石川郡   | 石川町     |        | あり     | 1975年10月8日  | 地色は臙脂色であり、紋章は白色が指定されている                 |                                             |
| 石川郡   | 玉川村     |        | なし     | なし           | 地色は臙脂色であり、紋章は白色が指定されている                 |                                             |
| 石川郡   | 平田村     |        | あり     | 1984年6月22日  | 地色は赤み橙色であり、紋章は白色が指定されている               | 紋章は左側に寄っている                      |
| 石川郡   | 浅川町     |        | なし     | なし           | 地色は藍色であり、紋章は白色が指定されている                   |                                             |
| 石川郡   | 古殿町     |        | なし     | なし           | 地色は臙脂色であり、紋章は白色が指定されている                 |                                             |
| 田村郡   | 三春町     |        | なし     | なし           | 地色は青色であり、紋章は海老茶色・縁部分は白色が指定されている |                                             |
| 田村郡   | 小野町     |        | なし     | なし           | 地色は白色であり、紋章は紺色が指定されている                   |                                             |
| 双葉郡   | 広野町     |        | あり     | 1972年9月1日   | 地色は白色であり、紋章は紺色が指定されている                   |                                             |
| 双葉郡   | 楢葉町     |        | あり     | 1976年4月1日   | 地色は白色であり、紋章は緑色が指定されている                   |                                             |
| 双葉郡   | 富岡町     |        | なし     | なし           | 地色は黄緑色であり、紋章は白色が指定されている                 |                                             |
| 双葉郡   | 川内村     |        | あり     | 1978年4月1日   | 地色は緑色であり、紋章は白色が指定されている                   | 紋章は左上側に寄っている                    |
| 双葉郡   | 大熊町     |        | なし     | なし           | 地色は紺色であり、紋章は白色が指定されている                   |                                             |
| 双葉郡   | 双葉町     |        | あり     | 1985年9月1日   | 地色は緑色であり、紋章は白色が指定されている                   |                                             |
| 双葉郡   | 浪江町     |        | なし     | なし           | 地色は臙脂色であり、紋章は白色が指定されている                 |                                             |
| 双葉郡   | 葛尾村     |        | なし     | なし           | 地色は臙脂色であり、紋章は白色が指定されている                 |                                             |
| 相馬郡   | 新地町     |        | なし     | なし           | 地色は水色であり、紋章は白色が指定されている                   |                                             |
| 相馬郡   | 飯舘村     |        | なし     | なし           | 地色は白色であり、紋章は緑色が指定されている                   |                                             |

## 廃止された市町村旗
| 市郡     | 町村       | 市町村旗       | 制定有無 | 制定日         | 旗の色                                                   | 廃止日        | 備考                                            |
| -------- | ---------- | -------------- | -------- | -------------- | -------------------------------------------------------- | ------------- | ----------------------------------------------- |
| 石城郡   | 平町       | （画像募集中） | なし     | なし           | -                                                        | 1937年6月1日  |                                                 |
| 岩瀬郡   | 須賀川町   |                | なし     | なし           | -                                                        | 1954年3月31日 |                                                 |
| 平市     |            | （画像募集中） | なし     | なし           | -                                                        | 1966年10月1日 |                                                 |
| 磐城市   |            | （画像募集中） | なし     | なし           | -                                                        | 1966年10月1日 |                                                 |
| 勿来市   |            |                | なし     | なし           | -                                                        | 1966年10月1日 |                                                 |
| 常磐市   |            | （画像募集中） | なし     | なし           | -                                                        | 1966年10月1日 |                                                 |
| 内郷市   |            | （画像募集中） | なし     | なし           | -                                                        | 1966年10月1日 |                                                 |
| 東白川郡 | 棚倉町     |                | なし     | なし           | -                                                        | 1973年11月3日 | 初代の町旗である                                |
| 大沼郡   | 本郷町     |                | なし     | なし           | 地色はワインカラー色であり、紋章は白色が指定されている   | 1992年3月31日 |                                                 |
| 北会津郡 | 北会津村   |                | なし     | なし           | 地色は白色であり、紋章は臙脂色が指定されている           | 2004年11月1日 |                                                 |
| 田村郡   | 滝根町     |                | なし     | なし           | -                                                        | 2005年3月1日  |                                                 |
| 田村郡   | 大越町     |                | あり     | 1968年3月21日  | 地色は赤み橙色であり、紋章は白色が指定されている         | 2005年3月1日  | 旗竿は左側に付ける 1987年6月24日に告示される    |
| 田村郡   | 常葉町     |                | なし     | なし           | -                                                        | 2005年3月1日  |                                                 |
| 田村郡   | 船引町     |                | なし     | なし           | -                                                        | 2005年3月1日  |                                                 |
| 田村郡   | 都路村     |                | なし     | なし           | -                                                        | 2005年3月1日  |                                                 |
| 岩瀬郡   | 長沼町     |                | あり     | 1972年12月1日  | 地色は緑色であり、紋章は白色が指定されている             | 2005年4月1日  |                                                 |
| 岩瀬郡   | 岩瀬村     |                | なし     | なし           | 地色は紫色であり、紋章は白色が指定されている             | 2005年4月1日  |                                                 |
| 大沼郡   | 会津高田町 |                | あり     | 1965年10月26日 | 地色は白色であり、紋章は橙色が指定されている             | 2005年10月1日 |                                                 |
| 大沼郡   | 会津本郷町 |                | なし     | なし           | 地色は白色であり、紋章は緑色が指定されている             | 2005年10月1日 |                                                 |
| 大沼郡   | 新鶴村     |                | なし     | なし           | 地色は緑色であり、紋章は白色が指定されている             | 2005年10月1日 |                                                 |
| 河沼郡   | 河東町     |                | なし     | なし           | 地色は緑色であり、紋章は白色が指定されている             | 2005年11月1日 |                                                 |
| 白河市   |            |                | なし     | なし           | 地色は白色であり、紋章は赤色が指定されている             | 2005年11月7日 | 初代の市旗である                                |
| 西白河郡 | 表郷村     |                | なし     | なし           | -                                                        | 2005年11月7日 |                                                 |
| 西白河郡 | 大信村     |                | なし     | なし           | 地色は白色であり、紋章は緑色が指定されている             | 2005年11月7日 |                                                 |
| 西白河郡 | 東村       |                | なし     | なし           | -                                                        | 2005年11月7日 |                                                 |
| 二本松市 |            |                | なし     | なし           | 地色は白色であり、紋章は黒色が指定されている             | 2005年12月1日 | 初代の市旗である                                |
| 安達郡   | 安達町     |                | なし     | なし           | 地色は白色であり、紋章は水色が指定されている             | 2005年12月1日 |                                                 |
| 安達郡   | 岩代町     |                | あり     | 1971年4月1日   | 地色は白色であり、紋章はダークグリーン色が指定されている | 2005年12月1日 |                                                 |
| 安達郡   | 東和町     |                | なし     | なし           | 地色は白色であり、紋章は青色が指定されている             | 2005年12月1日 |                                                 |
| 伊達郡   | 伊達町     |                | なし     | なし           | 地色は紺色であり、紋章は白色が指定されている             | 2006年1月1日  |                                                 |
| 伊達郡   | 梁川町     |                | なし     | なし           | 地色は緑色であり、紋章は白色が指定されている             | 2006年1月1日  |                                                 |
| 伊達郡   | 保原町     |                | なし     | なし           | 地色は海老茶色であり、紋章は白色が指定されている         | 2006年1月1日  |                                                 |
| 伊達郡   | 霊山町     |                | あり     | 1964年10月5日  | 地色は青色であり、紋章は白色が指定されている             | 2006年1月1日  |                                                 |
| 伊達郡   | 月舘町     |                | なし     | なし           | 地色は緑色であり、紋章は白色が指定されている             | 2006年1月1日  |                                                 |
| 原町市   |            |                | あり     | 1958年3月17日  | 地色は白色であり、紋章は黒色が指定されている             | 2006年1月1日  |                                                 |
| 相馬郡   | 鹿島町     |                | なし     | なし           | 地色は赤紫色であり、紋章は白色が指定されている           | 2006年1月1日  |                                                 |
| 相馬郡   | 小高町     |                | なし     | なし           | 地色は紫色であり、紋章は白色が指定されている             | 2006年1月1日  |                                                 |
| 喜多方市 |            |                | あり     | 1968年11月21日 | 地色は濃緑色であり、紋章は肌色が指定されている           | 2006年1月4日  | 初代の市旗である 旗竿は左側に指定されている     |
| 耶麻郡   | 熱塩加納村 |                | あり     | 1974年3月15日  | -                                                        | 2006年1月4日  |                                                 |
| 耶麻郡   | 塩川町     |                | なし     | なし           | -                                                        | 2006年1月4日  |                                                 |
| 耶麻郡   | 山都町     |                | なし     | なし           | 地色は白色であり、紋章は赤色が指定されている             | 2006年1月4日  |                                                 |
| 耶麻郡   | 高郷村     |                | なし     | なし           | 地色は白色であり、紋章は緑色が指定されている             | 2006年1月4日  |                                                 |
| 南会津郡 | 田島町     |                | なし     | なし           | 地色は白色であり、紋章は緑色が指定されている             | 2006年3月20日 |                                                 |
| 南会津郡 | 舘岩村     |                | なし     | なし           | -                                                        | 2006年3月20日 |                                                 |
| 南会津郡 | 伊南村     |                | なし     | なし           | -                                                        | 2006年3月20日 |                                                 |
| 南会津郡 | 南郷村     |                | なし     | なし           | -                                                        | 2006年3月20日 |                                                 |
| 安達郡   | 本宮町     |                | あり     | 1971年2月10日  | 地色は臙脂色であり、紋章は白色が指定されている           | 2007年1月1日  | 旗竿は左側に指定されている                      |
| 安達郡   | 白沢村     |                | あり     | 1968年12月12日 | 地色は臙脂色であり、紋章は白色が指定されている           | 2007年1月1日  | 旗竿は左側に指定されている 紋章は左上寄りである |
| 伊達郡   | 飯野町     |                | なし     | なし           | 地色は臙脂色であり、紋章は白色が指定されている           | 2008年7月1日  |                                                 |